# Падение Пятого
«Падение Пятого» (англ. The Fall of Five) — научно-фантастический роман Лорианской саги Джеймса Фрея, пишущего под псевдонимом Питакус Лор. Является продолжением романов «Я — четвёртый», опубликованного издательством HarperCollins Publishers.

## Сюжет
Повествование ведется от лица Сэма Гуда, Джона (Четвертого), Марины (Седьмой).
Роман начинается со сцены пыток Сэма от рук командира могадорцев Сетракусом Ра. Ему помогает в побеге сын Ра Адамус. Адам сдерживает могадорианцев, в то время как Сэм и его отец Малькольм убегают. После их спасения Малькольм говорит, что волнуется, что по его вине Адамус погибнет.
Далее действие переносится в Чикаго вслед за Джоном Смитом (Четвертым), страдающим от бессонницы на крыше квартиры Девятого. Ребята притираются друг к другу: Марина готовит для всех завтрак, Шестая и Восьмой препираются друг с другом. Девятый говорит Джону, что он - их лидер, и только вместе они - сила. Из Сети молодые люди узнают новости о Пятом. Они узнают, что Пятый ищет их и готовит встречу в Арканзасе. Сара, Джон, и Шестая отправляются в Арканзас, в то время как Седьмая, Восьмой, Девятый и Элла остаются в Чикаго. Из-за желания Марины и Восьмого сходить на свидание, Девятый начинает драку с Восьмым.
По дороге Четвертый и Шестая решают, что их поцелуй ничего не значил и они просто друзья. По прибытии в Арканзас и они видят Пятого. Джон и Пятый показывают друг другу шрамы с метками о гибели предыдущих номеров. Вскоре они подвергаются нападению могадориан, но отбиваются. Им на помощь приходят Малькольм и Сэм. Вместе они все возвращаются в Чикаго.
В это время Элла показывает письмо Крейтона, где сказано, что она была дочерью богатого лориенца, который тайно отослал ее на планету с остальной частью Гвардии. Именно поэтому у нее нет шрамов. Девятый и Марина говорят ей, что это не имеет значение, и что для всех она - Десятая.
Марина накрывает стол на вернувшихся гвардейцев, включая Пятого, Сэма и его отца. Они обмениваются историями, Пятый рассказывает, как он переезжал с места на место прежде чем его опекун умер от болезни, сообщая, что спрятал сундук с наследием в Эверглейдс. Малькольм сообщает им, что Питакус Лор сказал ему, что базы Лориена содержали нечто, что запустит возрождение экосистемы Лориена от внешнего источника. Он вспоминает, как Питакус умирал от своих ран и что он делал перед этим. Он также делится историей Адамуса, рассказывая, как тот спас Малькольма. Тогда же он говорит о Наследии Адамуса, и несмотря на протесты Девятого, Джон обещает, что найдет его.
Марина, Шестая, Девятый, Восьмой и Пятый едут в Эверглейдс, чтобы забрать Наследие Пятого. Они подвергаются нападению крокодила-мутанта, который является одним из созданий Пятого (предположительно, как и гигантская многоножка, которая почти убила Джона, также была создана Пятым). Пятый убивает монстра, но раскрывается его сущность предателя. Он побеждает Шестую и окунает Девятого в воду. Он также предлагает Восьмому и Марине шанс присоединиться к нему. Они отказываются.
Девятый почти погиб от рук Пятого, прежде чем Восьмой телепортировал себя перед ним и ножом проткнул свою грудь. Он умирает несколько моментов спустя, но ожог от шрама вследствие гибели одного из стражей заставляет у остальных развиваться новым наследиям. В гневе Марина получает новую силу, которую она использует против Пятого. 
В Чикаго в Пентхаусе Девятого Джон и Элла лежат в коме: они видят возможное будущее, в котором планета захвачена, и Гвардейцы мертвы. В этом видении Элла оказывается наследником Сетракуса. После смерти Восьмого, Четвертый получает новый шрам. В это мгновение к ним вторгаются могадорианцы, которые захватывают Эллу и ранят Малькольма. Джон излечивает Малькольма вместо того, чтобы следовать за Эллой. Все готовятся к побегу.
В тот момент, когда Джон готов отправиться в путь, появляется Адамус. Они обмениваются рукопожатием. Книга заканчивается фразой Джона: «Хорошо, Адам, Вы поможете мне выиграть эту войну».

## Критика
Книга получила положительные отзывы фанатов. По основным сюжетным ходам истории было создано несколько вариантов видеоряда.